# Exagon Furtive-eGT
El Exagon Furtive-eGT es un deportivo eléctrico de altas prestaciones fabricado por Exagon Motors.
El Exagon Furtive-eGT tiene dos motores eléctricos Siemens conectados a una caja de cambios automática de 3 velocidades. Cada uno de ellos produce una potencia nominal de 148 kW alcanzando los 402 CV de forma conjunta.
Con 1.640 kg de masa, acelera de 0 a 100 km/h en 3,5 segundos y su velocidad punta está limitada electrónicamente a 250 km/h aunque puede alcanzar los 287 km/h, características que lo convierte como uno de los mejores deportivos en relación peso-potencia-velocidad máxima.
Posee baterías de iones de litio de 53 kWh que le proporcionan una autonomía aproximada de 400 km en ciudad y de 360 km en autopista.

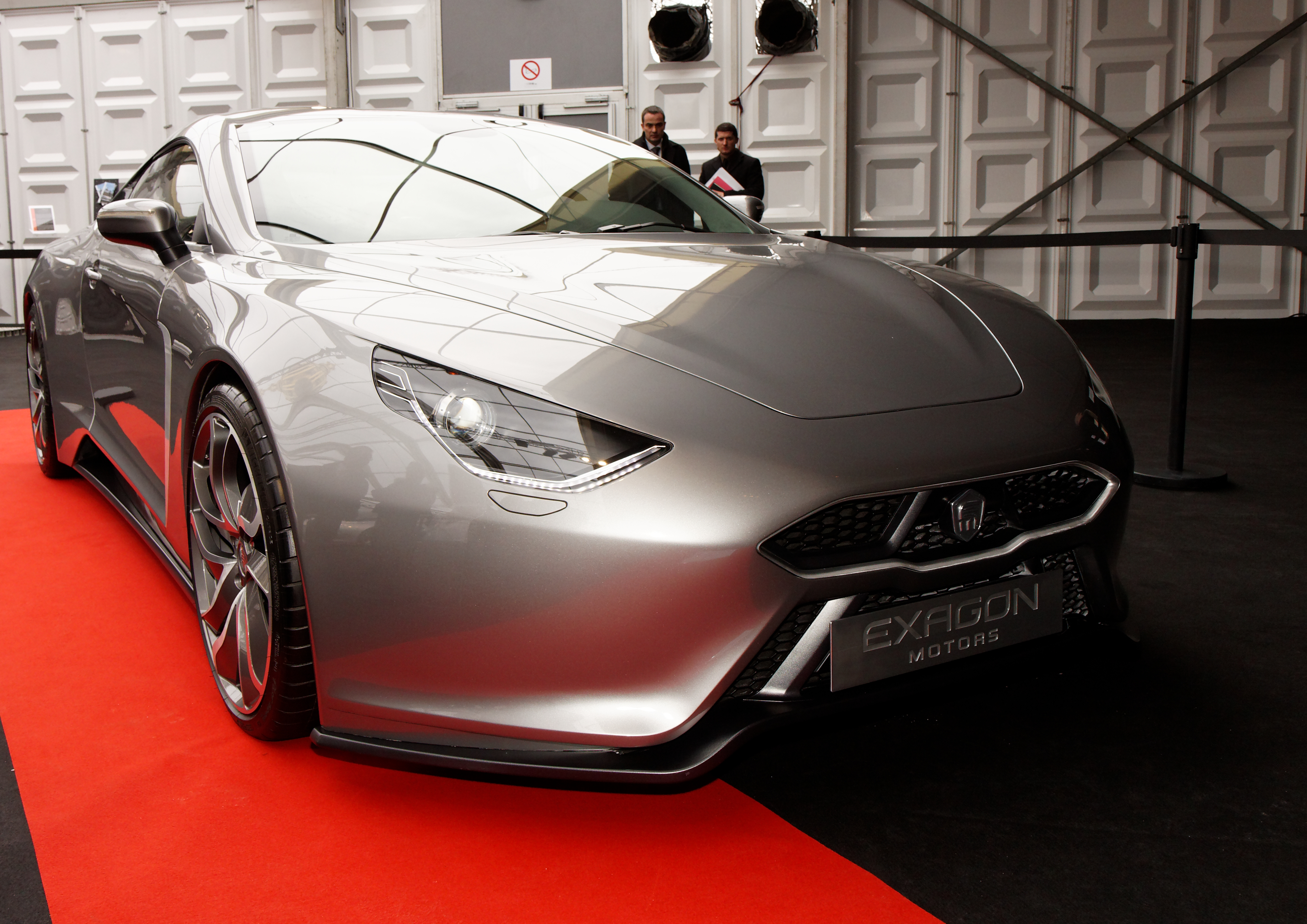

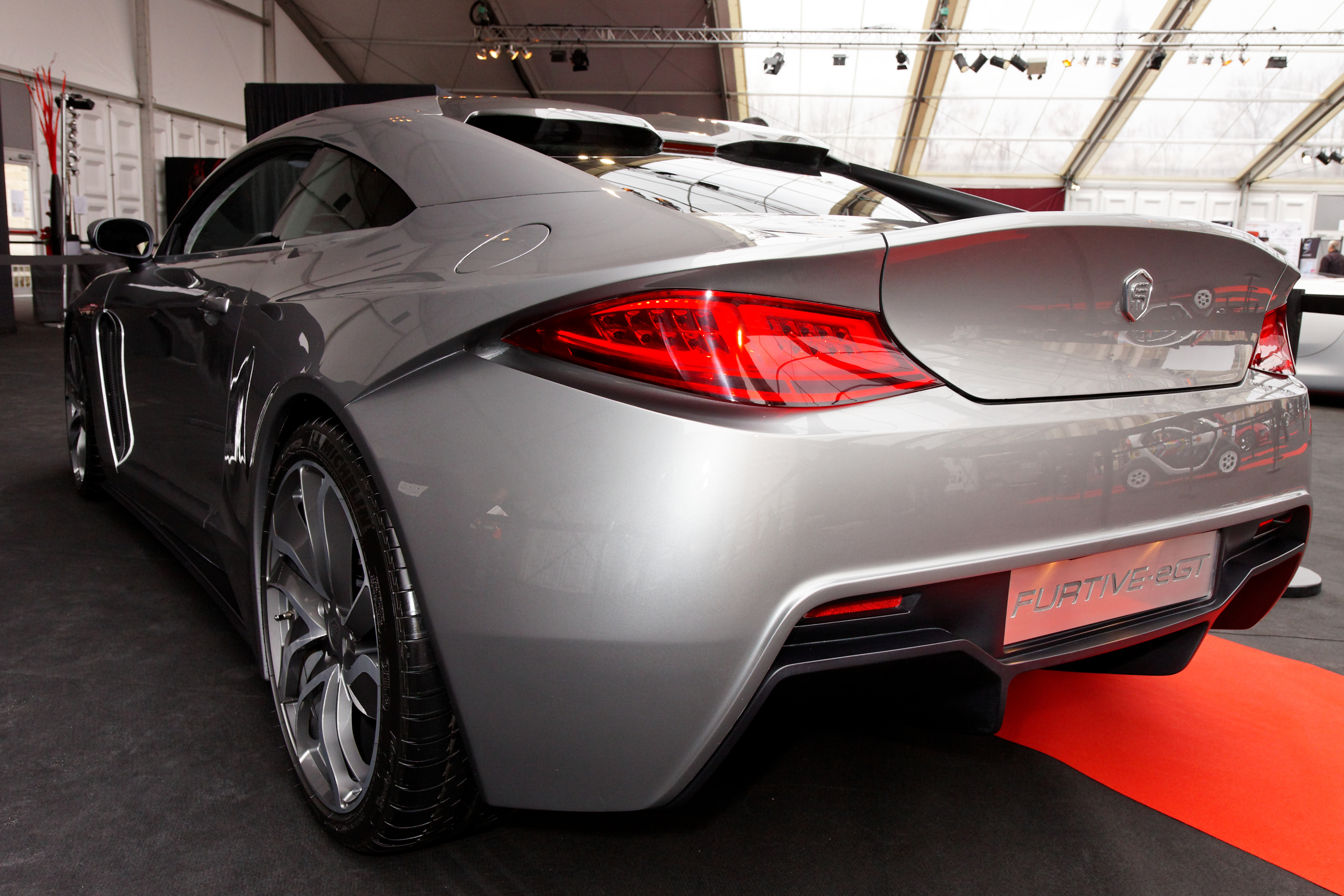